# Brycinus nigricauda
Brycinus nigricauda es una especie de peces de la familia Alestiidae en el orden de los Characiformes.

## Morfología
Los machos pueden llegar alcanzar los 17,7 cm de longitud total.

## Hábitat
Es un pez de agua dulce y de clima tropical.  

## Distribución geográfica
Se encuentran en África: en  Costa de Marfil. 